# Vermeș (Caraș-Severin)

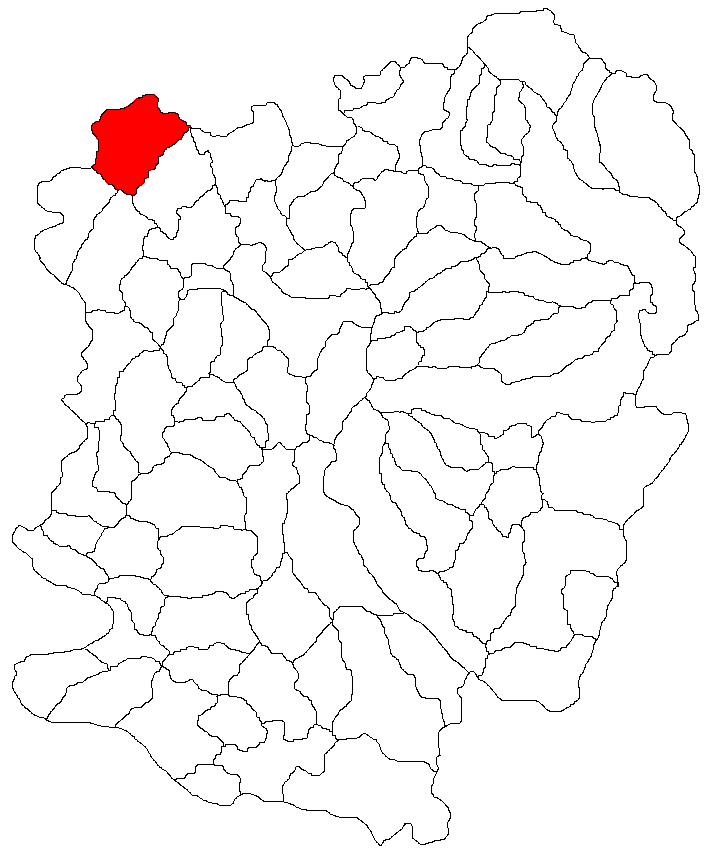
Lage der Gemeinde Vermeș im Kreis Caraș-Severin

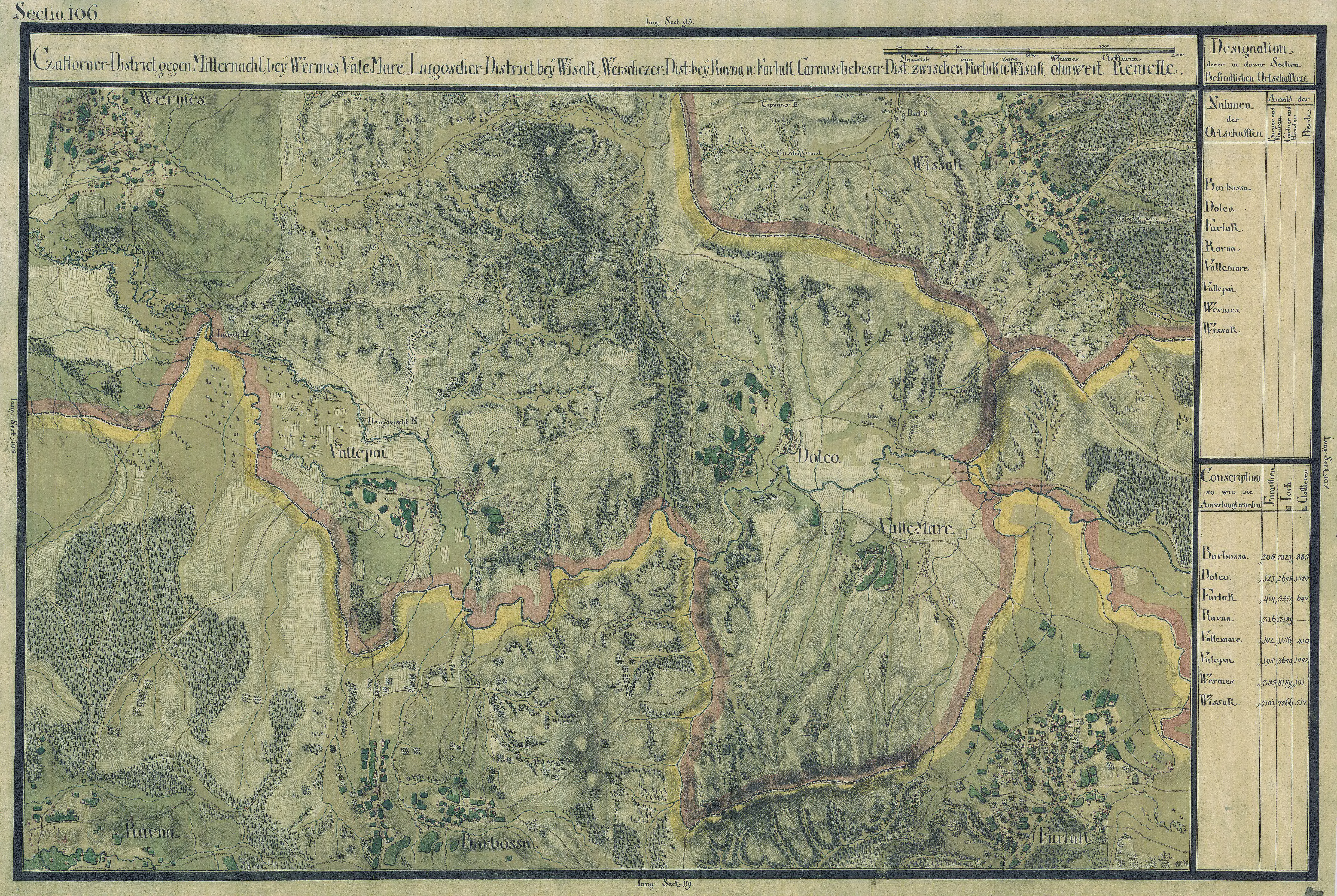
Vermeș auf der Josephinischen Landaufnahme

Vermeș (deutsch Wermesch, ungarisch Krassóvermes) ist eine Gemeinde im Kreis Caraș-Severin, in der Region Banat, im Südwesten Rumäniens. Zu der Gemeinde Vermeș gehören auch die Dörfer Ersig und Izgar.

## Geografische Lage
Vermeș liegt im Nordwesten des Kreises Caraș-Severin, an der Kreisstraße DJ572 Buziaș-Berzovia, dicht an der Grenze zum Kreis Timiș.

## Nachbarorte
| Izgar  | Silagiu                                     | Sacoṣu Mare |
| Tormac | Kompassrose, die auf Nachbargemeinden zeigt | Duleu       |
| Ersig  | Ramna                                       | Valeapai    |

## Geschichte
Im Laufe der Jahrhunderte traten verschiedene Schreibweisen des Ortsnamens auf: 1369 Vermispatakfő, 1389 Wermespataka, 1405 und 1717 Wermes, 1913 Krassóvermes, 1919 Vermeṣ.
Eine erste urkundliche Erwähnung stammt aus dem Jahre 1369, als der Gutsherr Baron Vermesy Leibeigene aus Transsilvanien und aus Ungarn hier ansiedelte. 1389 wurde die Ortschaft, die nun den Namen Vermispatakfő nach Baron Vermesy trug, in den Besitz der ungarischen Adelsfamilie Himfy, die ihren Sitz in Ersig hatte, übertragen.
1650 gehörte das Dorf zum Distrikt Lugoj.
Auf der Josephinischen Landaufnahme von 1717 ist Wermes eingetragen. Nach dem Frieden von Passarowitz (1718) war die Ortschaft Teil der Habsburger Krondomäne Temescher Banat.
Während der Herrschaft der Kaiserin Maria Theresia wurde das Dorf systematisiert.
Der Vertrag von Trianon am 4. Juni 1920 hatte die Dreiteilung des Banats zur Folge, wodurch Vermeṣ an das Königreich Rumänien fiel.

## Bevölkerungsentwicklung
| 1880 | 3248 | 2647 | 284 | 37 | 280 |
| 1910 | 4517 | 3308 | 922 | 85 | 202 |
| 1930 | 4047 | 3025 | 598 | 47 | 377 |
| 1977 | 2560 | 2353 | 95  | 7  | 105 |
| 2002 | 1770 | 1683 | 44  | -  | 43  |
| 2021 | 1438 | 1362 | 14  | 2  | 60  |